# گیلگد ۳۹۵۵۷
سیارک ۳۹۵۵۷ (به انگلیسی: 39557 Gielgud، نامگذاری:1992JG) سی و نه هزار و پانصد و پنجاه و هفتمین سیارک کشف شده‌است که در ۲ مه ۱۹۹۲ کشف شد.